# 38P/Stephan-Oterma
38P/Stephan–Oterma (appelée également comète Stephan–Oterma) est une comète périodique découverte en janvier 1867 par Jérôme Coggia à l'observatoire de Marseille.

## Orbite
Elle a un périhélie proche de l'orbite de Mars et un aphélie proche de l'orbite d'Uranus. Se comportant comme un quasi-centaure, entre les années 1982 et 2067, cet objet s'approchera fortement des planètes géantes Jupiter, Saturne et Uranus. Si cet objet ne possédait pas de queue et avait un périhélie au-delà de Jupiter (5 ua), il serait classé dans les centaures.

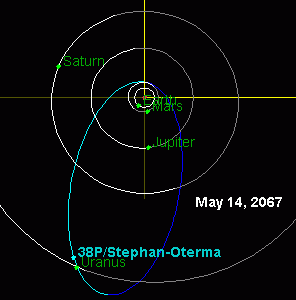
La comète 38P passera à moins de 1,6 ua d'Uranus en 2067.